# 马林县 (加利福尼亚州)
馬林郡（英語：Marin County）是美国加利福尼亚州的一個郡，郡治聖拉斐爾。根據美国普查局2020年統計，共有人口262,231人；人口比例白人約佔84.03%、亞裔佔4.53%、非裔佔2.89%。 
馬林郡透過金门大桥與旧金山接連。

## 旅遊景點
馬林郡境內的塞繆爾·P·泰勒州立公園是北加州著名森林公園之一，每年吸引眾多遊客前往露營與遠足。森林公園內的Pioneer Tree據說已經有數百年歷史。 
馬林郡西部的雷斯岬國家海岸公園是美國西岸著名的一處海濱景點，以大霧與優良的生態系統著稱。 

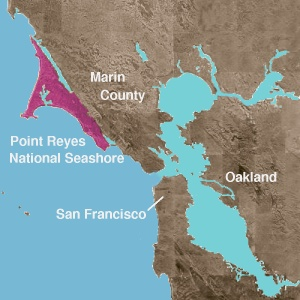
雷斯岬國家海岸公園的地理位置

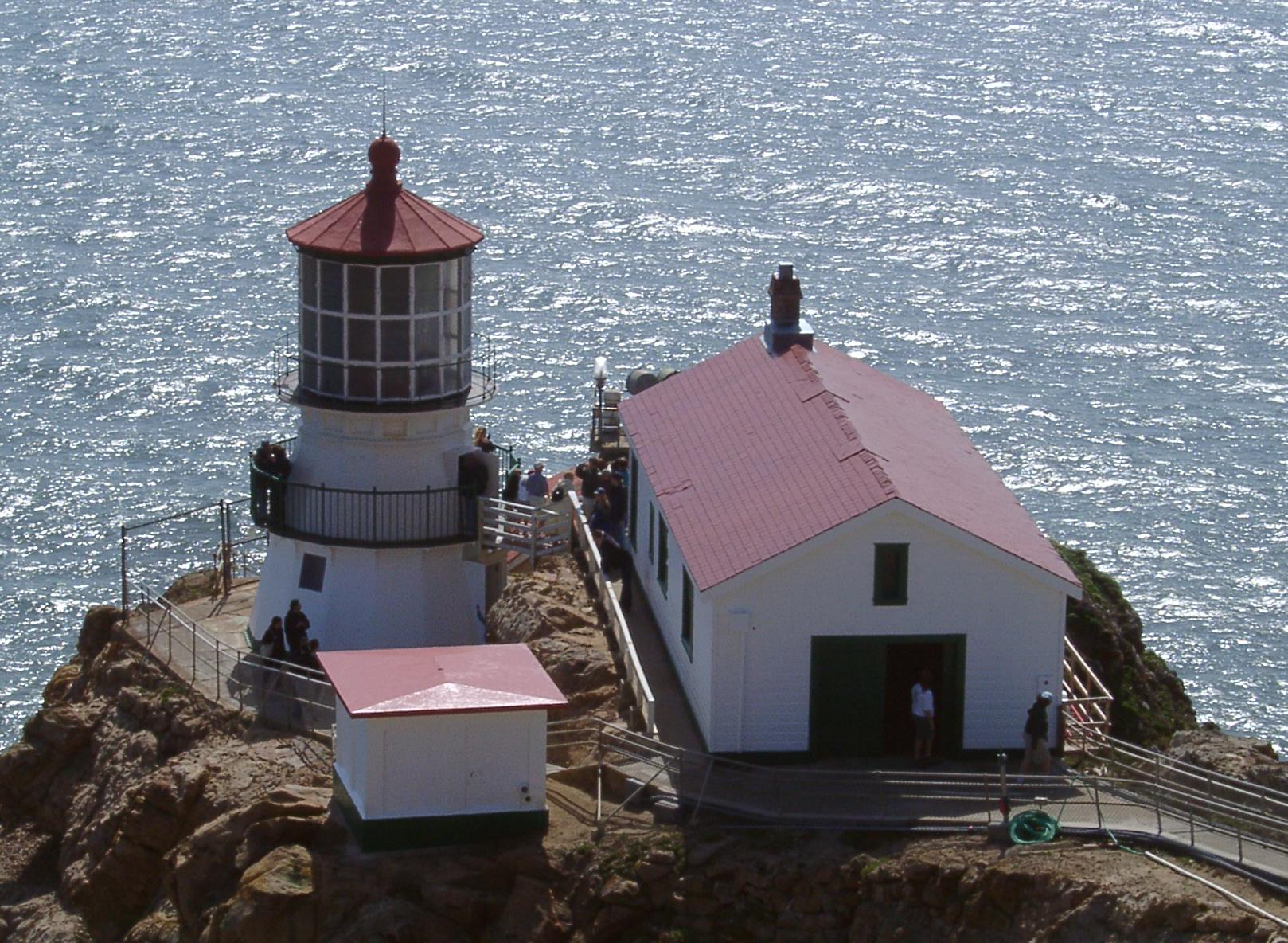
雷耶斯角灯塔

## 地理

### 建制市镇
| 自治体（市/镇）            | 成立年份 | 人口（2018） |
| -------------------------- | -------- | ------------ |
| 贝尔韦代雷（Belvedere）    | 1896     | 2,122        |
| 科特马德拉（Corte Madera） | 1916     | 9,802        |
| 费尔法克斯（Fairfax）      | 1931     | 7,555        |
| 拉克斯珀（Larkspur）       | 1908     | 12,328       |
| 米尔谷（Mill Valley）      | 1900     | 14,295       |
| 诺瓦托（Novato）           | 1960     | 55,655       |
| 罗斯（Ross）               | 1908     | 2,467        |
| 圣安塞尔莫（San Anselmo）  | 1907     | 12,519       |
| 圣拉菲尔（San Rafael）     | 1874     | 58,704       |
| 索萨利托（Sausalito）      | 1893     | 7,100        |
| 蒂伯龙（Tiburon）          | 1964     | 9,115        |